# 福岡市立鳥飼小学校
福岡市立鳥飼小学校（ふくおかしりつ とりかいしょうがっこう）は、福岡県福岡市城南区鳥飼にある公立小学校。福岡市地下鉄空港線の西新駅と福岡市地下鉄七隈線の別府駅の中間に位置する文教地区内にある。

## 概要
当校の設置は学校教育法（昭和22年法律第26号）第38条に基づく。普通教育のうち基礎的なものを施す施設として規定され、1964年（昭和39年）3月31日付の「福岡市立小学校設置条例第86号」により施行された。
校章は校区から作品を募集し、地名を生かして平和と希望を象徴する鳩の図柄を中心に、背景は可憐さを表すチューリップを模した。
校歌はともに教員（当時）の長井盛之作詞、森脇憲三作曲で、1965年（昭和40年）の運動会で発表したのち、同年12月に同校鼓笛隊の演奏で校区内に披露した。
基本ガイドを公開し、学校HP「鳥飼っ子（とりかいっこ）日記」を設けている。
「EM菌」普及に関わる市民団体は「プールのヘドロなどを菌が分解・除去する」などと主張し、2019年に清掃の前に「EM活性液」と称する液体を当校プール投入した。

## 沿革
○福岡市立小学校設置条例
昭和39年3月31日
条例第86号
以下、公式サイトを典拠とする。
前史
- 1925年 - 草ヶ江尋常小学校が開校する（大正14年）
  - 1941年 - 同校が草ヶ江国民学校に改称（昭和16年）
  - 1947年 - 同、福岡市立草ヶ江小学校に改称（昭和22年）

校史
- 1951年 - 3月、福岡市より新しい学校の設立認可が下りる（昭和25年度）[9]

- 1951年 - 11月福岡市立鳥飼小学校の開校式を催す（昭和26年度）
- 1952年 - 4月、草ヶ江小学校から独立し開校（昭和27年度）
- 1953年 - 1月、第1回卒業を記念してサクラを植樹（昭和27年度、83本）
- 1953年 - 6月校章が決まる（昭和28年度）
- 1954年 - 7月、福岡学園に鳥飼小学校草ヶ江分校を開設（昭和29年度）
- 1955年 - 1月、西鉄より車両2両を受贈（昭和29年度）
  - 保健室や健康診断に使用した。
- 1957年 - 9月、福岡市校区変更により、学童を福岡市立南当仁小学校[2]へ移籍（昭和32年度、120名、中央区鳥飼2丁目）。
- 1957年 - 11月、講堂を開設（昭和32年度）[10]
- 1958年 - 2月、鳥飼小学校落成記念式典を催す（昭和32年度）。
- 1958年 - 記念像「水鏡」（みずかがみ）を設置（昭和33年度、初代）
- 1970年 - 校歌が決まる[9]。
- 1971年 - 鉄筋コンクリート造の新校舎を開設（昭和45年度）
  - 6月30日、水害にり災。7月1日は休校。
- 1979年 - 30周年記念行事、記念碑ならびに水鏡（2代目）の除幕（昭和54年度）
  - 30周年記念誌『とりかい』発行
- 1985年 - 留守家庭子供会を新設（昭和60年7月）[10]
- 1995年 - ユニバーシアード福岡大会の支援に参加（平成7年度）[9]
  - タンザニア・アンティルの応援国となる。小旗をつくり、役員と選手を招待して講演会を開く[9]
- 1997年 - パソコンルームの設置と運用開始、新体育館の開設（平成9年度）[9]
- 1998年 - 「子供110番」設置運動（平成9年度）[9]
- 1999年 - 創立50周年記念誌『とりかい』を発行
- 2021年 - 創立70周年[11]

### 施設の拡充
基本部分の建設は第1期から第8期にわたり、1951年（昭和26年）10月に竣工した第1期では教室6室と宿直室、東便所を設けて学校を開いた。第8期竣工後も玄関前ロータリーや温室を設けたほか、ジャングルジムなどを整備した。

### 海外交流
福岡市の交流事業に応じ、オークランド市ホレイスマン・スクールと作品交換を重ねてきた。
- 1976年（昭和51年10月）[10]
- 1977年（昭和52年7月）[10]
- 1981年（昭和56年11月）[10]

## 通学区域
- 中央区鳥飼1丁目5番～8番[14][リンク切れ][15]
- 城南区鳥飼4丁目～7丁目（1丁目～3丁目は中央区）[15]

## 進学先中学校
- 福岡市立城西中学校

## 交通アクセス
- 福岡市地下鉄七隈線 別府駅より徒歩10分[1]。
- 福岡市地下鉄空港線 西新駅より徒歩11分[1]。

## 学校周辺
- 鳥飼公民館
- 鳥飼西公園
- 鳥飼北公園
- 中村学園女子中学校・高等学校
- 樋井川